# Łaniewo (województwo warmińsko-mazurskie)
Łaniewo (niem. Launau) – wieś w Polsce położona w województwie warmińsko-mazurskim, w powiecie lidzbarskim, w gminie Lidzbark Warmiński. Wieś znajduje się w historycznym regionie Warmia.
W czerwcu 1807 r. Łaniewo było miejscem, w którym polska dywizja generała Jana Henryka Dąbrowskiego połączyła się z napoleońską Wielką Armią przed bitwą pod Frydlandem.
W latach 1954–1959 wieś należała i była siedzibą władz gromady Łaniewo, po jej zniesieniu w gromadzie Runowo. W latach 1975–1998 miejscowość administracyjnie należała do województwa olsztyńskiego.